# Церква Непорочного Зачаття Пречистої Діви Марії (Чортків)
Церква Непорочного Зачаття Пречистої Діви Марії в Чорткові — парафія і храм греко-католицької громади Бучацької єпархії Української греко-католицької церкви в місті Чорткові Тернопільської области в Україні. Пам'ятка архітектури місцевого значення.

## Історія храму
Церква розташована у будівлі колишнього костелу жіночого монастиря Сестер Милосердя. Костел і монастир були збудовані у 1854 році завдяки коштам останнього власника Чорткова, Героніма Садовського. Жіночий монастир діяв до 1944 року, після чого приміщення використовували як в'язницю НКВС. Наразі у підвалах облаштовано музей більшовицького терору, присвячений політв'язням і репресованим.
Сучасність
Парафію було утворено в 1993 році, і вже в серпні того ж року греко-католицька громада отримала доступ до монастирських приміщень.
При парафії активно діють різноманітні спільноти: братство «Апостольство молитви», Паламарне братство, спільнота «Матері в молитві», чоловіча спільнота «Святого Йосифа», спільнота «Віри, Надії Любові і матері Софії», «Лик Господній», а також біблійний гурток.
У стінах монастиря також розміщуються: єпархіальне управління Бучацької єпархії, Згромадження сестер Мироносиць (з 2007 року) та Благодійний Сиротинець Милосердя «Карітас» (з 20 лютого 1994 року).

## Парохи
| Ім'я              | Роки                                                          | Коротка довідка | Світлини |
| ----------------- | ------------------------------------------------------------- | --------------- | -------- |
| о. Григорій Канак | адміністратор (з 30 листопада 1993), парох (з 23 травня 2000) |                 |          |